# Miúdo Graúdo
Miúdo Graúdo é uma série de televisão portuguesa de aventura exibida em 2016 e 2017 pela RTP1 e produzida pela Endemol Portugal.

## Sinopse
Quando o presente e o futuro se encontram...
Miguelito é um pequeno génio de 11 anos, que desenvolveu um projeto secreto no seu próprio quarto: uma máquina capaz de comunicar com o futuro. Depois de muito tempo a aprimorar o invento, o pequeno cientista consegue completar a primeira ligação, e conversar, brevemente, com alguém do futuro - ele próprio... 20 anos à frente no tempo. Motivado pelo grande descoberta científica, Miguelito volta a trabalhar no aparelho e, com uma versão melhorada, consegue trazer para o seu quarto do presente o Miguelão do futuro. Mas há um problema: aparentemente, a máquina sofreu sérios danos e Miguelão (a versão de 31 anos de Miguelito) vê-se impedido de regressar ao futuro e tem de viver escondido no seu quarto de infância. Depois do entusiasmo inicial, a desilusão toma conta de Miguelito quando percebe que, aos 31 anos, se transformou num homem desiludido e conformado que não cumpriu qualquer sonho da infância. O que é que correu mal? Onde está o Doutoramento? E o Nobel da Física? Não está casado com a rapariga mais bonita da escola? Vive numa casa emprestada? Não fala com a mãe? Que futuro é aquele? No que é que ele próprio se tranformou?
Ao mesmo tempo que o Miguelito tenta arranjar a máquina do tempo, e Miguelão tenta corrigir os erros do passado, os dois vão viver (ou reviver) juntos momentos marcantes da infância, como o primeiro beijo e as primeiras desilusões, numa aventura única que os vai marcar para sempre.

### Últimos episódios
Nos últimos episódios da série, a mãe do Miguel prepara as mudanças para ir para o Porto com o seu filho. Miguelito lê o caderno de Miguelão e descobre o que vai acontecer, Ana Beatriz corre perigo de vida devido a um choque entre o automóvel dos pais da Ana Beatriz e o camião do Sr. Alberto que entretanto decidiu ir viver com a família e Maria Inês descobre entretanto a verdade de Miguelão, que é do futuro. Miguelito faz-se à estrada com a sua bicicleta para tentar apanhar Ana Beatriz antes de fazer a viagem de regresso, salvando a vida a Ana Beatriz, pois sabe, que nunca mais a vai voltar a ver e sabe que o Miguelão sabe o passado e o que aconteceu naquele momento, entretanto, a mãe descobre que Miguelito decidiu ir passar a tarde com Ana Beatriz e descobre do acidente de camião do Sr. Alberto e vê fica em pânico quando vê o carro da Ana Beatriz, pois pensa, que é ele que está dentro, entretanto, Miguelito chega, e vê que o acidente já aconteceu e a mãe olha para o seu filho e abraça-o fortemente.
Quando o acidente ocorre, não são os pais da Ana Beatriz que estão dentro do carro, é o Miguelão, que acaba por ficar internado, Maria Inês que entretanto também vai ter os pais à sua terra, despede-se dramaticamente de Miguelão dizendo-lhe que ele não pertence aqui e que ficou chocada por ter namorado com alguém que na verdade não existe nesse tempo. Miguelão conseguiu salvar a vida com uma atitude corajosa a Ana Beatriz, mudando assim o seu futuro e deixando Miguelito, orgulhoso. A sua mãe acaba por decidir que já não vai para o Porto.
Miguelão reve a sua lista de missões e ficou tudo feito, com esse êxito e consciência tranquila de que o seu futuro mudou, regressa ao seu ano. Miguelito, chega pouco tempo depois e descobre que o seu "futuro" foi-se embora e começa a carregar nos botões. O episódio termina num cliffhanger no qual não se sabe se Miguelito foi para o ano do Miguelão ou se não conseguiu.

## Episódios
| # | Título                                                   | Exibição em Portugal   | Audiência  | Audiência | Audiência    |
| # | Título                                                   | Exibição em Portugal   | Rating (%) | Share (%) | Espectadores |
| --- | -------------------------------------------------------- | ---------------------- | ---------- | --------- | ------------ |
| 1 | "O Futuro Enganou-me"                                    | 9 de setembro de 2016  | 2,4%       | 5,5%      | 234 300      |
| Depois de mais uma experiência falhada de comunicar com o futuro, Miguelito decide fazer uma última tentativa, antes de desistir do sonho das viagens no tempo. O que ele não esperava é que no dia em que faz 11 anos, conseguisse transportar para o seu quarto do presente ele próprio 20 anos mais velho! Neste encontro inesperado, o pequeno Miguel vai perceber que o futuro pode não ser exatamente aquilo com que sempre sonhou. |                                                          |                        |            |           |              |
| 2 | "Fazer Aquilo Que Tem de Ser Feito"                      | 16 de setembro de 2016 | 2,5%       | 5,4%      | 237 500      |
| Perturbado com a ideia daquilo em que vai tornar-se no futuro, Miguelito quer, a todo o custo, evitar o contacto do mais velho com as pessoas que o rodeiam. Ao mesmo tempo, o Miguel do futuro aproveita o regresso ao universo da sua infância para revisitar o local em que cresceu. Pelo caminho, vai confrontar-se com a própria mãe, rever a namorada de infância, enfrentar os bullies da escola e reacender uma antiga paixão. |                                                          |                        |            |           |              |
| 3 | "O Amor Não é Para Sempre?"                              | 23 de setembro de 2016 | 1,8%       | 4,3%      | 171 000      |
| Ana é eleita presidente do partido. Castelo Melhor ameaça que vai andar por aí, mas logo percebe que não vai a lado nenhum. É o Dia D para a eleição presidencial de Manuel Guimarães, que é confrontado por César sobre o negócio dos terrenos na sua terra natal. Íris, que sabe de tudo, debate-se com a sua consciência. Já Durval, inconscientemente, aceita dar o dito por não dito na privatização do Serviço Nacional de Saúde. Todos parecem ter conseguido o que queriam. Ou não.                                                                                                 |                                                          |                        |            |           |              |
| 4 | "A Verdade Não Está na Sombra"                           | 30 de setembro de 2016 | 2,3%       | 5,4%      | 218 500      |
| Impelido pelo mistério à volta de Alberto, e apesar dos avisos constantes da sua versão adulta para que se mantenha longe, Miguelito decide aventurar-se na oficina de velharias e acaba por descobrir as fragilidades do velho da enxada. Catarina anda a ser galanteada por um colega de trabalho, mas é o professor Artur quem vai despertar o interesse dela. Ao perceber que este foi o responsável pelo acidente do filho, Catarina fica furiosa e quer tudo, menos proximidade, dele.                                                                                                |                                                          |                        |            |           |              |
| 5 | "As Raparigas Serão Sempre o Maior Mistério do Universo" | 7 de outubro de 2016   | 4,3%       | 9,1%      | 408 500      |
| Miguel vê Maria Inês chegar a casa de madrugada, acompanhada por um rapaz, e fica devastado ao perceber que, para ele, a vizinha pode nunca deixar de ser apenas uma paixão platónica. Ao mesmo tempo, Miguelito vai ter de lutar pelo amor de Ana Beatriz e provar-lhe que é mais corajoso do que o líder dos rufias. Para isso, vai embarcar com Vasco numa verdadeira aventura pela oficina de antiguidades de Alberto. |                                                          |                        |            |           |              |
| 6 | "Os Amigos de Sempre São Para Sempre"                    | 14 de outubro de 2016  | 2,5%       | 5,4%      | 237 500      |
| Miguelito sente-se traído pela sua versão adulta e pelo seu melhor amigo, Vasco. Desiludido com todos, inesperadamente é Alberto quem acaba por ajudá-lo, nascendo assim uma amizade improvável. Na tentativa de fazer as pazes com Miguelito, Vasco descobre a identidade do Miguel do futuro. Catarina tem cada vez menos paciência para as investidas românticas do professor Artur, mas tudo parece mudar quando este a ajuda num momento de desespero. |                                                          |                        |            |           |              |
| 7 | "Big Bang, Estrelas e Coisas do Amor"                    | 21 de outubro de 2016  | 2,1%       | 4,6%      | 199 500      |
| Catarina sente-se culpada por passar pouco tempo com o filho e fica preocupada ao perceber que já não sabe quase nada da vida dele. Para subir as notas, Ana Beatriz pede a Miguelito para a ajudar num trabalho, mas ele rejeita. Miguel discute com Miguelito por achar que ele devia dar mais atenção à amiga, Alberto dá-lhe conselhos inesperados sobre o amor... e, nessa noite, enquanto observam as estrelas, Miguelito e Ana Beatriz beijam-se pela primeira vez. |                                                          |                        |            |           |              |
| 8 | "O Dinheiro Vale Pouco"                                  | 28 de outubro de 2016  | 2,7%       | 6,0%      | 256 500      |
| Catarina é assombrada pela visão do ex-marido e acha que ele pode estar de volta à cidade. Miguel fica entusiasmado ao perceber que se lembra do resultado de um jogo de futebol e tenta convencer o mais novo a fazer uma aposta online, que os vai tornar milionários. Chico Fortes vai voltar a infernizar a vida de Miguelito mas, desta vez, é a sua versão futura quem vai exigir vingança. Miúdo e graúdo vão embarcar numa jornada em busca de justiça, mas, pelo caminho, vão descobrir que todos os vilões escondem um segredo.                                                   |                                                          |                        |            |           |              |
| 9 | "Nikola Tesla"                                           | 4 de novembro de 2016  | 2,1%       | 4,9%      | 199 500      |
| Por perceber que a presença de Miguel já está a alterar o rumo dos acontecimentos, e por achar que os verdadeiros cientistas não se podem distrair com os assuntos do coração, Miguelito vai exigir que Miguel se afaste de Maria Inês, assim como ele pretende afastar-se de Ana Beatriz. Mas o plano dos dois vai ser posto em questão, ao perceberem que só estão a fazer sofrer as pessoas de quem gostam. Mafalda está determinada em arranjar um namorado a Maria Inês e não vai ficar nada satisfeita ao perceber que a neta está perdida de amores pelo vizinho misterioso.         |                                                          |                        |            |           |              |
| 10 | "Nós é Que Somos as Crianças"                            | 11 de novembro de 2016 | 3,1%       | 6,9%      | 294 500      |
| O desaparecimento misterioso de todas as crianças do bairro dá origem a uma investigação policial, na qual todos os pais são, ao mesmo tempo, vítimas e principais suspeitos. À medida que o tempo vai passando, todos vão expondo as suas falhas e as suas fragilidades, provando assim que qualquer adulto pode ser muito mais infantil do que uma criança de 11 anos. |                                                          |                        |            |           |              |
| 11 | "Desta Vez Vai Ser Diferente"                            | 18 de novembro de 2016 | 2,5%       | 5,4%      | 237 500      |
| Catarina anda exausta e mostra-se muito impaciente em casa. Ao perceber a preocupação de Miguelito, o mais velho quebra as regras e revela-lhe uma informação do futuro: a mãe vai namorar com o professor de ciências! Miguelito decide então acelerar a história, mas Catarina não vai ficar nada contente ao perceber que o convite que Artur lhe fez para jantar foi ideia do filho. |                                                          |                        |            |           |              |
| 12 | "Voltar Atrás"                                           | 25 de novembro de 2016 | 1,9%       | 4,3%      | 180 500      |
| Miguelito e a sua versão adulta andam desconfiados de que a mãe e o professor Artur mantêm um relacionamento amoroso às escondidas de todos. Entusiasmado com a possibilidade, o mais velho decide encetar uma investigação e, apesar de mais uma vez ter de mentir e desiludir Maria Inês, Miguel confirma a sua suspeita. No mesmo dia, também Cláudia fica a saber do casal. Mas... contra as expectativas de todos, a história de amor entre Catarina e Artur está longe de ter um final feliz.                                                                                         |                                                          |                        |            |           |              |
| 13 | "O Que Menos Interessa é a Chuva das Estrelas"           | 2 de dezembro de 2016  | 2,4%       | 5,2%      | 228 000      |
| Aproveitando que o mais novo não está e, ao ver-se sozinho em casa por uma noite, Miguel aproveita para convidar Maria Inês para jantar, mas os planos não vão correr exactamente como ele tinha imaginado. Para tentar ajudar Catarina a ultrapassar o desgosto de amor, Cláudia convence-a a sair com outro homem. Só que Miguel, ao lembrar-se de que o encontro vai ser apenas mais uma desilusão para a mãe, vai fazer tudo para impedi-lo... até que acaba no local errado à hora errada.                                                                                             |                                                          |                        |            |           |              |
| 14 | "Duas Faces da Mesma Moeda"                              | 9 de dezembro de 2016  | 2,2%       | 4,8%      | 209 000      |
| Miguelito não perdoa a sua versão futura por se ter apresentado à mãe e continua a ignorar todos os avisos que este lhe faz, sobretudo os que dizem respeito a Alberto. Ao descobrir que o mais novo continua a dar-se com ele, Miguel vai ameaçar o velho da enxada, exigindo-lhe que se afaste das crianças. Catarina não consegue explicar o facto de continuar a sentir-se desconfortável na presença de Miguel. Mafalda continua a desconfiar das intenções do vizinho novo em relação a Maria Inês e, apesar de saber que vai fazer a neta sofrer, decide contar-lhe tudo o que sabe. |                                                          |                        |            |           |              |
| 15 | "Vida e Morte do Velho da Enxada"                        | 16 de dezembro de 2016 | 2,3%       | 5,1%      | 218 500      |
| Mafalda acredita ter tido um sonho premonitório e acha que algo terrível vai acontecer a Alberto... mas tudo não passa de uma memória recalcada do passado, que vai acabar por reaproximar os dois. Miguel é assaltado por um trauma antigo e volta a exigir a Alberto que se afaste das crianças, apesar de o velho garantir que elas nem se aproximam dali. Quando Miguelito convence os amigos a irem até à loja de antiguidades, o velho entra em pânico com a confirmação da previsão e expulsa as crianças. Alberto vai aproximar-se de Miguel, à procura de uma explicação.          |                                                          |                        |            |           |              |
| 16 | "O Plano"                                                | 23 de dezembro de 2016 | 2,4%       | 5,6%      | 228 000      |
| Vasco e Chico Fortes fazem uma aposta para ver quem consegue ter melhor nota no teste de matemática. Perder está fora de questão, mas Miguel sabe que o rufia da escola não olha a meios para atingir os fins e arquitecta um plano para apanhar Chico Fortes em flagrante e proteger o seu eu do passado. Depois desta prova de lealdade, miúdo e graúdo voltam a aproximar-se... mas será que Miguelito pode mesmo confiar na sua versão adulta? |                                                          |                        |            |           |              |
| 17 | "Histórias Más de Passar Que São Boas de Contar"         | 6 de janeiro de 2017   | 5,3%       | 11,2%     | 503 500      |
| Expulso da casa onde cresceu pela sua versão mais nova, Miguel vai procurar um refugio, longe de todos, onde não magoe nem desiluda mais ninguém. Mas Vasco encontra-o e, às escondidas de Miguelito, predispõe-se a ajudá-lo. Maria Inês não consegue parar de pensar em Miguel e percebe que nunca soube nada sobre ele. Ao tentar juntar as peças do puzzle do vizinho misterioso, chega muito perto da verdade... mas será que vai acreditar na história que Miguelito tem para lhe contar?                                                                                             |                                                          |                        |            |           |              |
| 18 | "O Relógio da Vida"                                      | 13 de janeiro de 2017  | 2,7%       | 5,5%      | 256 500      |
| Depois de quase perder a vida no incêndio, Miguel é resgatado por Alberto, que lhe dá abrigo na loja de antiguidades. Ao ficar a saber mais sobre a vida do velho, Miguel vai tentar uma nova e derradeira estratégia para o afastar dali. Maria Inês já sabe a verdade sobre Miguel e não descansa enquanto não o encontrar. Mas, com medo de continuar a prejudicar a vida dela, Miguel pede a Alberto que minta à rapariga, para o encobrir. Catarina recebe uma proposta de trabalho para o Porto e, depois de alguma hesitação, acaba por ser Artur quem a leva a tomar uma decisão.   |                                                          |                        |            |           |              |
| 19 | "A Cerimónia do Adeus"                                   | 20 de janeiro de 2017  | 2,6%       | 5,2%      | 247 000      |
| Miguelito encontra uma carta que a sua versão adulta trouxe do futuro e, aterrorizado com desfecho que a sua vida vai ter, tem apenas algumas horas para mudar o próprio destino e evitar uma tragédia que irá mudar as vidas de todos para sempre. Por seu lado, Miguel está confiante de que já mudou o rumo dos acontecimentos e que o regresso ao passado não foi em vão. Mas... será que conseguiu mesmo alterar o próprio destino? Ou será que tudo não passa de uma repetição da história?                                                                                           |                                                          |                        |            |           |              |

## Curiosidades
- A série foi uma das apostas das séries nacionais semanais da RTP1 entre 2016 e 2017 e Miúdo Graúdo foi a única que se destinou, não só ao público adulto, como também para o infantil.
- A série também passou na RTP África, RTP Internacional e RTP Açores. Está a ser reexibida na RTP1 de segunda a sexta-feira às 14h15, desde 14 de dezembro de 2020.